# 文在茲
文在兹（1565年—1606年），字德任，號少玄，陕西西安府三水县（今旬邑县）人，軍籍，明朝政治人物。

## 生平
嘉靖乙丑（1565年）六月十五日生。万历甲戌進士文在中胞弟，癸未进士文運熙之侄，父文運開。万历二十二年（1594年）甲午科陕西乡试第四十三名舉人，二十九年（1601年）辛丑科會試第四十六名，三甲四十三名進士，户部觀政，改翰林院庶吉士，不二載以終養歸，三十年給假，三十四年丙午卒于家。墓在县北鸡红岭下，祔父运開側。

## 家族
曾祖文守經。祖父文官，太學生，诰赠徵仕郎中书舍人。父文運開，學正，誥封承德郎禮部主事。母张氏，誥封安人。具庆下。兄文在中，禮部主事。弟文在濬（庠生）、文在博、文竤中（太學生）。娶张氏。侄文翔凤，万历三十八年進士。